# Alchemilla santanderiensis
Alchemilla santanderiensis é uma espécie de rosácea do gênero Alchemilla, pertencente à família Rosaceae.